# Новоивановка (Белгородская область)
Новоивановка — село в Волоконовском районе Белгородской области России. В составе Староивановского сельского поселения.

## География
Село расположено в восточной части Белгородской области, на левом берегу реки Оскола, в 10,5 км по прямой к северу от районного центра Волоконовки. Ниже села по руслу Оскола (в 2 км по прямой к югу) находится населённый пункт с парным названием — административный центр сельского поселения, село Староивановка.

## Исторический очерк
В 1859 году — Бирюченского уезда «слобода владельческая Ивановка (Подколзина) при реке Осколе» «по правую сторону тракта на город Харьков» — 40 дворов, крупчатное заведение.
В 1900 году — Бирюченского уезда Волоконовской волости слобода Новая Ивановка (Подколзина) — 84 двора, земельный надел 321,8 десятины, общественное здание, 3 кузницы.
С июля 1928 года слобода Ново-Ивановка (Подколзина) — в Старо-Ивановском сельсовете Волоконовского района.
В 1997 году село Новоивановка — в составе Староивановского сельского округа.
В 2010 году село Новоивановка — в составе Староивановского сельского поселения Волоконовского района.

## Население
В 1859 году в слободе было 345 жителей (174 мужчины, 171 женщина).
В 1900 году в слободе было 507 жителей (269 мужчин, 238 женщин).
На 1 января 1932 года в слободе — 672 жителя.
По сведениям переписей населения в селе Новоивановке на 17 января 1979 года — 292 жителя, на 12 января 1989 года — 219 (89 мужчин, 130 женщин), на 1 января 1994 года — 267 жителей, 95 хозяйств.
В 1997 году в селе Новоивановке Староивановского сельского округа — 93 домовладения, 225 жителей, в 1999 году — 225 жителей, в 2001 году — 233.
| 1859 | 2002 | 2010 |
| ---- | ---- | ---- |
| 345  | ↘216 | ↘171 |

## Достопримечательности
- Мельница Баркова — памятник архитектуры конца XIX века.

По данным областной газеты на декабрь 1990 года:
Старая мельница в Новоивановке - одна из последних на реке Оскол. Исчезновение грозило и этому прибрежному объекту. Волоконовский райсовет передал мельницу колхозу имени Димитрова. Основательно отремонтированная, она станет не только памятником былой жизни Поосколья, но и заработает по своему «профилю».